# Théodore Salomé

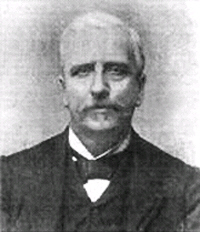
Théodore Salomé

Théodore-César Salomé (* 20. Januar 1834 in Paris; † 19. Juli 1896 in Saint-Germain-en-Laye) war ein französischer Organist und Komponist.
Salomé studierte am Pariser Konservatorium Harmonielehre bei François Bazin, Komposition bei Ambroise Thomas und Orgel bei François Benoist. 1861 gewann er den Ersten Second Grand Prix de Rome. Er wurde dann Organist an der Chororgel Cavaillé-Colls in La Trinité (Paris), die der Architekt Théodore Ballu zwischen 1863 und 1867 am Place d’Estienne-d’Orves errichtet hatte. Er behielt die Stelle bis 1895; sein Nachfolger wurde der Operettenkomponist Claude Terrasse.
Organist der großen Cavaillé-Coll-Orgel an Sainte-Trinité war zunächst Charles-Alexis Chauvet, dann ab 1871 Alexandre Guilmant. Während dessen Konzertreisen vertrat ihn Salomé an der großen Orgel. Viele Kompositionen Salomés wurden von der Kantorei von Sainte-Trinité unter Leitung des Kapellmeisters Émile Bouichère aufgeführt. Neben Chorwerken veröffentlichte Salomé mehrere Sammlungen von Orgelstücken; außerdem komponierte er auch Stücke für Klavier.
Daneben wirkte Salomé als Repetitor für Solfège am Conservatoire de Paris, als Musiklehrer am Collège Rollin und Kapellmeister am Lycée Saint-Louis.